# Xã Tawas, Michigan
Xã Tawas (tiếng Anh: Tawas Township) là một xã thuộc quận Iosco, tiểu bang Michigan, Hoa Kỳ. Năm 2010, dân số của xã này là 1.744 người.